# Teatro Echegaray
El teatro Echegaray es un espacio escénico situado en el número 6 de la calle Echegaray del centro histórico de la ciudad de Málaga, España. Es propiedad del Ayuntamiento de Málaga y está gestionado por el teatro Cervantes.

## Historia
Edificio construido en 1932 por el arquitecto Manuel Rivera Vera, de estilo historicista y ecléctico, del que destaca la decoración artesanal. Concebido inicialmente como sala de cine, tras una rehabilitación finalizada en 2009 fue transformado en una sala multidisciplinar con capacidad para albergar espectáculos de danza, teatro o música, entre otros.
Las obras de rehabilitación se desarrollaron bajo los proyectos de los arquitectos Francisco Peñalosa Izuzquiza, Salvador Moreno Peralta y César Olano Gurriarán. Se instalaron gradas retráctiles que se pliegan o extienden según el tipo espectáculo y el montaje escénico que la sala acoja. Su nuevo aforo es de 304 espectadores.